# Tamás Fabiny

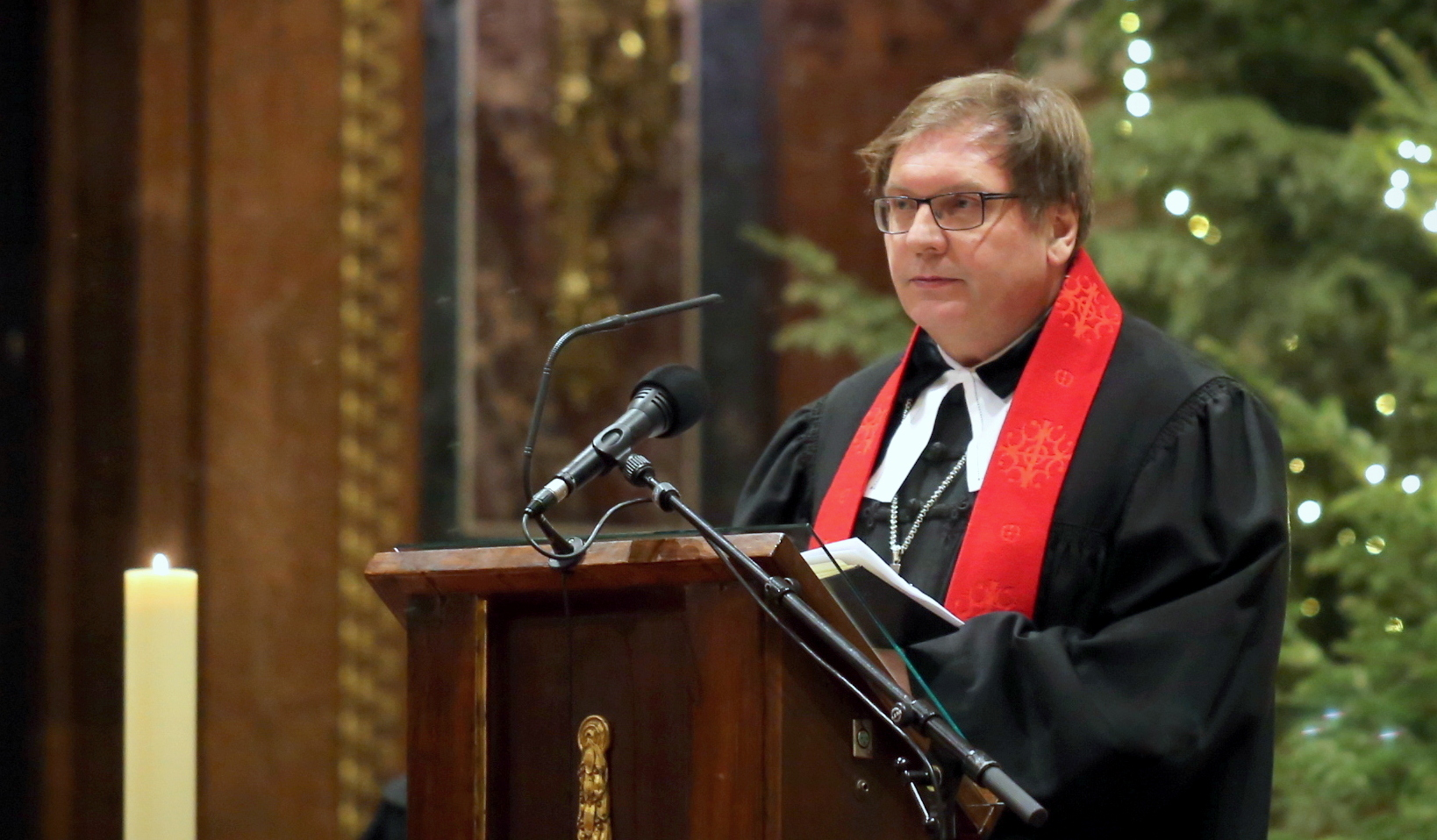
Tamás Fabiny, 2018

Tamás Fabiny (* 5. Februar 1959 in Budapest, Ungarn) ist ein ungarischer lutherischer Theologe und  Bischof der Evangelisch-Lutherischen Kirche in Ungarn und ab 2018 leitender Bischof der Kirche.

## Leben
Sein Vater Tibor Fabiny war lutherischer Geistlicher, Kirchenhistoriker und Universitätsprofessor. Fabiny studierte nach seiner Schulzeit evangelische Theologie. Sein Studium hat er 1982 beendet und war dann vier Jahre als Geistlicher in der Umgebung von Balaton tätig. Danach war er 13 Jahre in Amt im Budapester Stadtteil Kőbánya und unterrichtet seitdem auf der Evangélikus Hittudományi Egyetem (Evangelisch-Lutherische Theologische Universität in Budapest). Er war in den Jahren 1984/85, später 1993/94 und 1997/98 in Erlangen, 1985/86 in Chicago auf theologischen Studienreisen. Fabiny wurde 2005 zum Bischof der Norddiözese in der Evangelisch-Lutherischen Kirche in Ungarn gewählt. Ende Juli 2010 wurde Fabiny als einer von sieben Geistlichen zum Stellvertreter im Lutherischen Weltbund gewählt. Fabiny ist der geschäftsführende Direktor der Christlich-jüdischen Gesellschaft in Ungarn.
Fabiny ist verheiratet und hat drei Kinder.

## Filme
Seit 1996 hat er für Duna Televízió als externer Mitarbeiter bei religiösen Programmen mitgewirkt.
- 2001: Roma közösségek és az egyházak (Roma Gemeinschaften und die Kirchen) – der Hauptpreis bei der Kamera Hungaria in der Kategorie populärwissenschaftliche Filme
- 2002: Ordass Lajos mártírsorsú püspök (Lajos Ordass – Martyrium des Bischofs) – der Sonderpreis bei den 3. Ökumenischen Filmtagen[5][6]

## Bücher
- Nézz föl! Budapest, 1988 (zusammen mit Iza Tekusné Szabó)
- „Hogy néki szent házat építs“ – Józsa Márton és a siófoki templom. Budapest, 1990.
- Keken András életregénye. Budapest, 1992.
- Erzählte Dramen. Budapest, Evangélikus Hittudományi Egyetem, 2000, ISBN 963-00-3804-8.
- Ajtórésnyi zsoltár. Budapest, Evangélikus Sajtóosztály, 2001, ISBN 963-7470-75-1.